# Naji al-Ali
Naji Salim al-Ali (al-Shajara, Palestina, c. 1937 — Londres, 29 de agosto de 1987) foi um cartunista palestino, criador do personagem Handala, um ícone da identidade e da resistência do povo palestino.

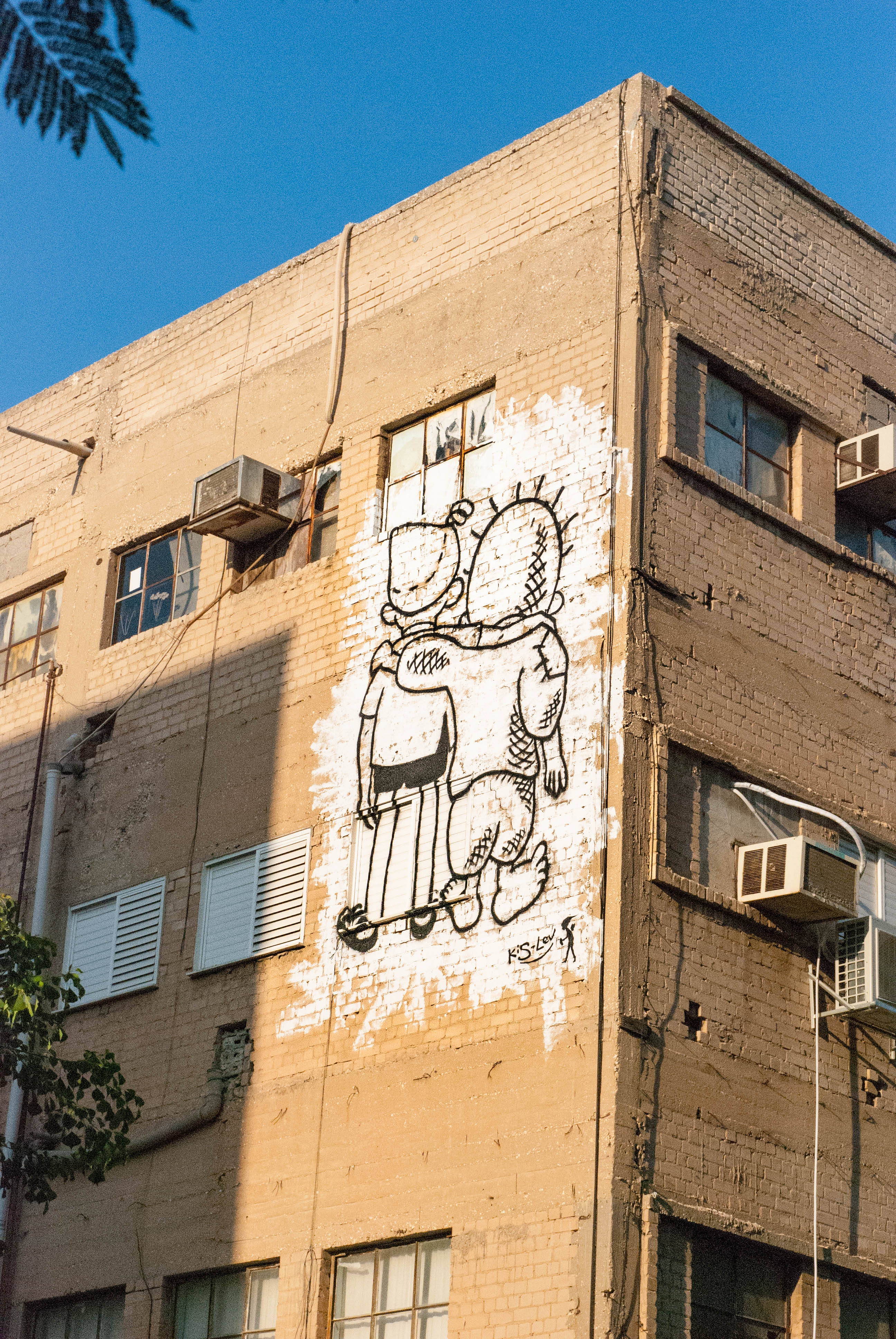
Este desenho ilustra a amizade entre judeus e árabes: à esquerda, "Srulik", um personagem de desenho animado que simboliza Israel, e à direita, Handala, um personagem de desenho animado de Naji Al-Ali, um menino descalço de 10 anos, tornou-se um dos símbolos mais poderosos para os palestinos.

Em 1979, Naji al-Ali foi eleito presidente da Liga dos Cartunistas Árabes. Em 1979 e 1980, recebeu o primeiro prêmio em mostras dedicadas aos cartunistas árabes, em Damasco. Publicou três livros de cartuns, em 1976, 1983 e 1985. Estava preparando um outro, à época de sua morte.

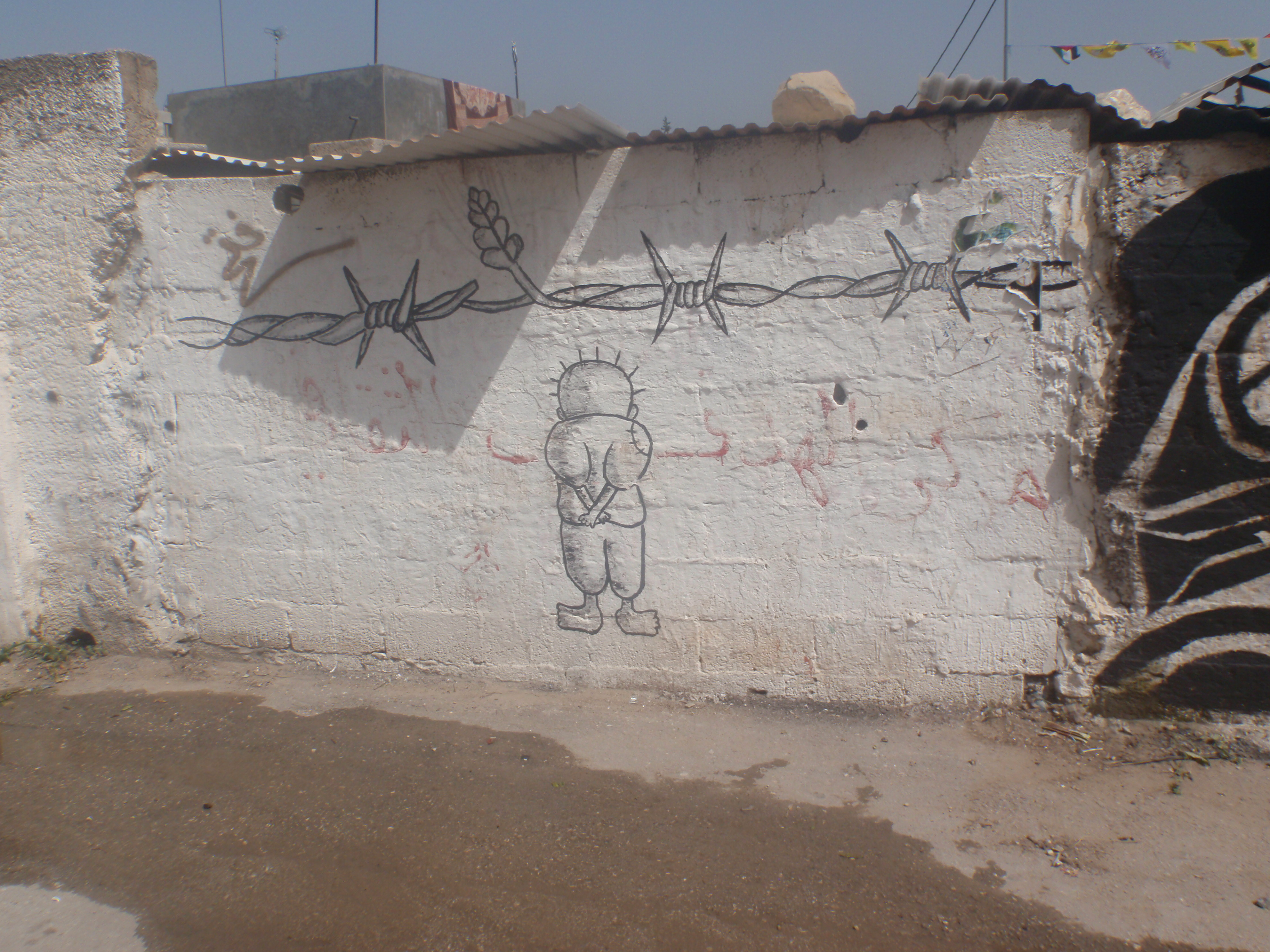
Handala, em um muro de Bil'in, na Cisjordânia ocupada.

Em 22 de julho de 1987, Naji al-Ali foi alvejado no rosto, em Londres, na saída do jornal Al Qabas, periódico kuwaitiano para o qual ele trabalhava. Morreu sete semanas depois, no Hospital Charing Cross. O principal suspeito do assassinato é o palestino Ismail Sowan, na época com 28 anos, um pesquisador na Hull University. Ismail confessou ser agente duplo, trabalhando tanto para a OLP, quanto para o Mossad.
Em 1988 a Associação Mundial de Jornais (World Association of Newspapers - WAN) concedeu-lhe postumamente o prêmio Golden Pen of Freedom, que foi recebido por sua mulher e seu filho, Khaled. Segundo a WAN, Naji al-Ali foi um dos maiores caricaturistas do final do século XX.

## Livros
- A Child in Palestine: The Cartoons of Naji al-Ali por Naji al-Ali. Introdução de Joe Sacco, 2009.